# Џулијана Мур
Џули Ен Смит (енгл. Julie Anne Smith; Форт Браг, 3. децембар 1960), позната као Џулијана Мур (енгл. Julianne Moore), америчка је глумица и књижевница.
Каријеру је започела 1983. године са неколико епизодних улога да би почетком двадесет првог века постала једна од најпризнатијих и најнаграђиванијих глумица своје генерације. Номинована је за Оскара за најбољу споредну глумицу за филмове Ноћи бугија из 1997, и Сати из 2002, као и за Оскара за најбољу главну глумицу за улоге у филмовима Крај једне љубавне приче из 1999, и Далеко од раја из 2002. године. Номинована је за десет Златних глобуса, једанаест Награда Удружења филмских глумаца и четири БАФТА награде. За улоге у ТВ серији Како се свет креће и ТВ филму Промена игре добила је Еми за најбољу глумицу. Круном њене досадашње каријере критичари сматрају филм И даље Алис из 2014. године, у којој Мурова глуми средовечну професорку лингвистике која болује од Алцхајмерове болести, а за коју је награђена Оскаром.
Поред многобројних маестрално одиграних улога, најчешће неконвенционалних жена, и то варирајући — од блокбастера до артхаус филмова — каријеру Џулијане Мур карактеришу борба за заштиту деце и легализацију истополних бракова, као и трострука европска круна — награде на фестивалима у Венецији, Кану и Берлину.

## Детињство
Џулијана је рођена у месту Форт Браг, недалеко од Фејетвила, Северна Каролина. Њена мајка Ени Маклејн, емигранткиња из Шкотске, радила је као школски психолог, а отац — Питер Мур Смит (пореклом из Њу Џерзија), био је судија, адвокат, пилот и војни капетан. Има млађу сестру Валери и млађег брата — Питера Мура Смита III, писца. Одрастајући као војно дете, Џули се са породицом селила по разним америчким градовима, а живела је и у Франкфурту на Мајни, Немачка, где је 1979. године завршила средњу школу. Дипломирала је на Универзитету лепих уметности у Бостону.

## Каријера

### Почеци
Џулијана се 1983. године преселила у Њујорк, где је радила као конобарица, док није добила своју прву улогу. Била је то двострука улога, лик Сабрине/Френи Хјуз у сапуници Како се свет окреће, коју је Мурова играла до 1988. године. Уједно, то је била и њена прва награђена рола — 1987. године добила је Еми за најбољу глумицу у тв серији. Прве улоге на филму, добила је деведесетих година: Бени и Џун, Бегунац, Тело као доказ и други. Улога у драми Кратки резови из 1993. године, донела је већу популарност и признања филмске критике, али и две веће улоге, које су јој донеле финансијску добит: 1995. године улога у романси Девет месеци са Хју Грантом, и 1997. у блокбастеру Изгубљени свет: парк из доба Јуре у режији Стивена Спилберга. Улога у филму Вања из улице бр. 42 сматра се прекретницом у њеној каријери, када је престала бити блокбастер глумица.

### 1995—2004:Далеко од раја
За веома кратко време, крајем деведесетих и почетком новог миленијума, Џулијана Мур је била номинована за готово све награде које једна глумица може добити. Велики број њих је и освојила, али су јој оне најзначајније ипак измакле. Наиме, за улогу у филму Ноћи бугија из 1997. године први пут је номинована за Оскар за најбољу споредну глумицу, Златни глобус и Награду Удружења глумаца. Две године касније, филм Крај једне љубавне приче са Ралфом Фајнсом доноси јој номинације за поменуте награде али и другу номинацију за Оскар за најбољу главну глумицу. Филм Далеко од раја из 2003. године је њен најуспешнији филм у каријери — за интерпретацију жене која открива да јој је муж хомосексуалац и да је годинама вара, добила је чак двадесет награда широм света, међу којима и Волпи пехар на Венецијанском Бијеналу, али не и Оскар за најбољу главну глумицу за који је била номинована. Те године је била и четврти пут номинована за Оскар за најбољу споредну глумицу, за улогу у историјској драми Сати, са Никол Кидман и Мерил Стрип, али ни њега није добила. Из тог периода су и њени други, успешни филмови: Велики Лебовски из 1998, са Џефом Бриџисом, Идеални супруг из 1999, са Рупертом Еверетом (за који је номинована за Златни глобус), Магнолија са Томом Крузом, као и три филма из 2001. године: хорор Ханибал са Ентонијем Хопкинсом, научнофантастични Еволуција и Лука љубави са Џуди Денч, Кејт Бланчет и Кевином Спејсијем.

### 2005—2010:СамациДеца су у реду
Каријера Џулијана Мур наставља да иде узлазним током и њена популарност не јењава, иако до 2009. године ниједним филмом није била заступљена на додели филмских награда. 2005. године излазе два њена хит-филма: Закони привлачности и Избрисано сећање, за који је номинована за Сатурн за најбољу глумицу. Следеће године тумачи главну улогу у романтичној комедији Веруј човеку са Дејвидом Духовним, као и у блокбастеру Потомци. 2008. године нашла се у две главне улоге: у контроверзној биографској драми Окрутна милост, и у филмској адаптацији романа Слепило — Жозеа Сарамага, за коју је други пут била номинована за награду Сатурн за најбољу глумицу. Тада је изабрана за једну од најбољих глумица деведесетих година, а магазин The Guardian је прогласио најталентованијом глумицом своје генерације.
Године 2009. Џулијана Мур се враћа на филмске фестивале и доделе награда у великом стилу — улогом несрећне Чарли, у филму Самац Тома Форда. Наиме, Чарли је годинама заљубљена у свог најбољег пријатеља (Колин Фирт), који је геј! Номинована је за бројне награде, између осталих и за Златни глобус за најбољу споредну глумицу, а Питер Трејверс из Ролинг Стоуна је њену изведбу назвао експлозивно добром.
Следеће године, глуми Џулс у филму Деца су у реду — породичној драми о животу лезбијског пара. За улогу њене партнерке — Ник, Анет Бенинг је чак добила номинацију за Оскар за најбољу главну глумицу. Бројни филмски критичари сматрају да је перформанс Мурове у овом филму потцењен. Глумица је за ову улогу номинована за Златни глобус за најбољу главну глумицу (комедија) и за БАФТА награду за најбољу главну глумицу.

### Писање
У октобру, 2007. године, Џулијана Мур је имала свој деби као књижевница. Објавила је дечју књигу FrackleFace Strawberry, базирану на њеним искуствима из детињства. Две године касније издала је још једну збирку прича под називом Freckleface Strawberry and the Dodgeball Bully.

### Геј глумица
У својој дугогодишњој каријери Џулијана Мур је остварила улоге у чак 11 филмова који су садржали ЛГБТ тематику или мотиве — више него икоја глумица икада. Њен први геј-филм је уједно и њен најнаграђиванији филм у каријери — Далеко од раја. Овде је Џулијана у улози Кети Витакер - жене која је годинама срећно живела са својим супругом, чији живот добија други правац када открије да он има љубавника. Исте године, у драми Сати тумачи лик Лоре Браун, тридесетогодишње Американке, која наизглед води класичан живот домаћице и мајке, али која започиње везу са својом младом комшиницом. У филму Окрутна милост из 2008. године, Мурова је у улози мајке која не може да се помири са чињеницом да је њен син хомосексуалац, и која на све начине покушава да то излечи. Годину дана касније игра у филму Самац Тома Форда, који је званично геј, а 2010. године у Деца су у реду са Анет Бенинг. Године 2014. играла је главну улогу у филму Мапе до звезда, у коме је играјући глумицу у годинама, којој је преко потребан добар пројекат, била приморана на лезбејски секс. Џулијана Мур данас има велики број фанова истополног сексуалног опредељења, и сматра се једном од највећих геј-икона из света филма.
Активан је борац за легализацију истополних бракова.

## Приватни живот
Џулијана се два пута развела. Од 1996. године живи са режисером Бартом Фрундликом, са којим се венчала 2003. године. Имају двоје деце - Кејлеба и Лив. Живе на Менхетну.

## Филмографија
| Улоге      |                                   |               |                                | |
| Година     | Српски назив                      | Изворни назив | Улога                          | Напомена |
| 1984.      |                                   |               | Кармен Енглер                  | |
| 1986—1988. |                                   |               | Сабрина Хјуз Фулертон Кроли #1 | Награда Еми за највише обећавајућу младу глумицу |
| 1985—1988. |                                   |               | Франи Хјуз Крофорд #6          | |
| 1986.      |                                   |               | Франи                          | |
| 1987.      | Узећу Менхетн                     |               | Индија Вест                    | |
| 1989.      | Новац, Моћ, Убиство               |               | Пеги Лин Бреди                 | |
| 1990.      |                                   |               | Сузан                          | |
| 1991.      |                                   |               | Марси                          | |
| 1991.      |                                   |               | Кони Стоун                     | |
| 1992.      |                                   |               | Марлин Крејвен                 | |
| 1992.      |                                   |               | Елинор                         | |
| 1993.      | Тело као доказ                    |               | Шерон Дулани                   | |
| 1993.      | Бени и Џун                        |               | Рути                           | |
| 1993.      | Бегунац                           |               | др Ен Истман                   | |
| 1993.      | Кратки резови                     |               | Маријан Вајман                 | Пехар Волпи за најбољу глумицу Филмски фестивал у Венецији |
| 1994.      | Вања из 42. улице                 |               | Јелена                         | |
| 1995.      | Цимери                            |               | Бет Холцек                     | |
| 1995.      | Девет месеци                      |               | Ребека Тејлор                  | |
| 1995.      | Атентатори                        |               | Електра                        | |
| 1996.      | Преболети Пикаса                  |               | Дора Мар                       | |
| 1997.      | Парк из доба јуре: Изгубљени свет |               | Сара Хардлинг                  | |
| 1997.      |                                   |               | Мија                           | |
| 1997.      | Ноћи бугија                       |               | Амбер Вејвс/Маги               | номинована — Оскар за најбољу споредну глумицу номинована — Златни глобус за најбољу споредну глумицу номинована — Награда Удружења филмских глумаца за најбољу глумицу у споредној улози |
| 1998.      | Велики Лебовски                   |               | Мод Лебовски                   | |
| 1998.      |                                   |               |                                | |
| 1998.      | Психо                             |               | Лила Крејн                     | |
| 1999.      |                                   |               | Кора Дувал                     | |
| 1999.      | Идеални супруг                    |               | Лора Чевели                    | номинована — Златни глобус за најбољу главну глумицу (мјузикл или комедија) |
| 1999.      | Мапа света                        |               | Тереза Колинс                  | |
| 1999.      | Крај једне љубавне приче          |               | Сара Мајлс                     | номинована — Оскар за најбољу главну глумицу номинована — Награда BAFTA за најбољу глумицу у главној улози номинована — Златни глобус за најбољу главну глумицу (драма) номинована — Награда Удружења филмских глумаца за најбољу глумицу у главној улози                                                            |
| 1999.      | Магнолија                         |               | Линда Партриџ                  | номинована — Награда Удружења филмских глумаца за најбољу глумицу у споредној улози |
| 2000.      |                                   |               |                                | |
| 2000.      |                                   |               | Одри                           | |
| 2001.      | Ханибал                           |               | Кларис Стерлинг                | |
| 2001.      | Еволуција                         |               | др Алисон Рид                  | |
| 2001.      |                                   |               | Дулси                          | |
| 2001.      | Лука љубави                       |               | Вејви Праус                    | |
| 2002.      | Далеко од раја                    |               | Кати Витакер                   | Награда Удружења филмских критичара за најбољу главну глумицу Пехар Волпи за најбољу глумицу Филмски фестивал у Венецији номинована — Оскар за најбољу главну глумицу номинована — Златни глобус за најбољу главну глумицу (драма) номинована — Награда Удружења филмских глумаца за најбољу глумицу у главној улози |
| 2002.      | Сати                              |               | Лора Браун                     | Сребрни медвед за најбољу глумицу Филмски фестивал у Берлину номинована — Оскар за најбољу споредну глумицу номинована — Награда BAFTA за најбољу глумицу у споредној улози номинована — Награда Удружења филмских глумаца за најбољу глумицу у споредној улози                                                      |
| 2004.      |                                   |               | Мари                           | |
| 2004.      |                                   |               | Одри Вудс                      | |
| 2004.      | Заборављен                        |               | Тели Парета                    | |
| 2005.      |                                   |               | Ребека                         | |
| 2005.      |                                   |               | Евелин Рајан                   | |
| 2006.      |                                   |               | Бренда Мартин                  | |
| 2006.      | Потомци                           |               | Џулијан Тејлор                 | |
| 2007.      |                                   |               | Кали Ферис                     | |
| 2007.      |                                   |               | Алис                           | |
| 2008.      | Окрутна милост                    |               | Барбара                        | |
| 2008.      |                                   | Eagle Eye     |                                | |
| 2008.      | Слепило                           |               | докторва супруга               | номинована — Награда Сатурн за најбољу глумицу |
| 2009.      |                                   |               | Кат                            | |
| 2009.      | Самац                             |               | Шарлот                         | номинована — Златни глобус за најбољу споредну глумицу номинована — Награда Удружења филмских критичара за најбољу споредну глумицу |
| 2009.      |                                   |               | Катрин                         | |
| 2010.      |                                   |               | Кара                           | |
| 2010.      | Деца су у реду                    |               | Џулс                           | номинована — Награда BAFTA за најбољу глумицу у главној улози номинована — Златни глобус за најбољу главну глумицу (мјузикл или комедија) |
| 2011.      | Та луда љубав                     |               | Емили Вивер                    | |
| 2012.      | Промена игре (ТВ филм)            |               | Сара Пејлин                    | Еми за најбољу главну глумицу у ТВ-филму Златни глобус за најбољу главну глумицу у ТВ филму |
| 2012.      | Бити Флин                         |               | Џоди Флин                      | |
| 2012.      | Шта је Мејси знала                |               | Сузана                         | |
| 2013.      | Дон Џон                           |               | Естер                          | |
| 2013.      |                                   | (ТВ серија)   | Ненси Донован                  | |
| 2013.      | Кери                              |               | Маргарет Вајт                  | |
| 2014.      | Нон-стоп                          |               | Џен Самерс                     | |
| 2014.      | Мапе до звезда                    |               | Хавана Сегранд                 | Награда за најбољу глумицу Филмски фестивал у Кану номинована — Златни глобус за најбољу главну глумицу у играном филму (мјузикл или комедија) |
| 2014.      | И даље Алис                       |               | Алис Холанд                    | Оскар за најбољу главну глумицу Златни глобус за најбољу главну глумицу у играном филму (драма) Награда Удружења филмских критичара за најбољу главну глумицу Награда Удружења филмских глумаца за најбољу глумицу у главној улози БАФТА за најбољу глумицу у главној улози                                          |
| 2014.      | Игре глади: Сјај слободе          |               | Алма                           | |
| 2015.      | Седми син                         |               | Мајка Малкин                   | |
| 2017.      | Кингсман: Златни круг             |               | Попи Адамс                     | |
| 2021.      | Жена на прозору                   |               | Џејн Расел                     | |